# 朐衍 (古代人群)
朐衍，或稱朐衍之戎，古代人群，為西戎之一，居住在今中華人民共和國陝西省以西。曾建立西戎八國中的朐衍國，後為秦國所滅。朐衍人後來分別歸附至秦國與匈奴之中。現代學者認為朐衍即是漢朝記錄中的居延。

## 歷史
在戰國時，朐衍活動於今中華民共和國陝西省六盤山以西。《史記》認為他們是匈奴的先祖之一。

## 現代研究
中華人民共和國學者余太山認為朐衍為月氏的分支，名稱也來自於月氏的轉音，與大夏等同源。
中華人民共和國學者袁珂、王宗維等人認為，漢朝所說的居延，即為朐衍的異名。